# Darkly, Darkly, Venus Aversa
Darkly, Darkly, Venus Aversa è il nono album in studio del gruppo musicale britannico Cradle of Filth, pubblicato il 1º novembre 2010 dalla Peaceville Records e dalla Nuclear Blast.

## Il disco
Il concept dell'album sarebbe incentrato su Lilith, figura demoniaca femminile citata spesso nel corso della storia. Musicalmente prosegue il ritorno alle sonorità dei primi album cominciato col precedente Godspeed on the Devil's Thunder.

## Tracce

### Versione Standard
1. The Cult of Venus Aversa – 7:08
2. One Foul Step from the Abyss – 4:53
3. The Nun with the Astral Habit – 4:54
4. Retreat of the Sacred Heart – 3:55
5. The Persecution Song – 5:35
6. Deceiving Eyes – 6:44
7. Lilith Immaculate – 6:12
8. The Spawn of Love and War – 6:18
9. Harlot on a Pedestal – 5:08
10. Forgive Me Father (I Have Sinned) – 4:33
11. Beyond Eleventh Hour – 7:16

### CD bonus nell'Edizione Speciale
1. Beast of Extermination – 5:32
2. Truth & Agony – 5:55
3. Adest Rosa Secreta Eros – 7:25
4. Mistress from the Sucking Pit – 6:59
5. Behind the Jagged Mountains – 5:44
6. The Cult of Venus Aversa (Demo) – 6:49
7. The Nun with the Astral Habit (Demo) – 4:58
8. Deceiving Eyes (Demo) – 6:44

## Formazione
Gruppo
- Dani Filth - voce
- Paul Allender - chitarra
- James McIlroy - chitarra
- Dave Pybus - basso
- Ashley Ellyllon - tastiere
- Martin "Marthus" Škaroupka - batteria

Coriste
- Lucy Atkins - voce addizionale
- Dora Kemp - voce addizionale

Altri musicisti
- Mark Newby-Robson - orchestrazione
- Andy James - chitarra